# Der Untertan (roman)
Der Untertan (Duits voor “de onderdaan”) is een roman van de Duitse schrijver Heinrich Mann. Hij voltooide de roman in juli 1914, kort voor het uitbreken van de Eerste Wereldoorlog. De publicatie werd echter uitgesteld tot 1918. Na de oorlog genoot de roman een grote populariteit vanwege de kritiek op het ultra-nationalisme van het Duitse Keizerrijk.
De roman is in meerdere talen vertaald, waaronder het Nederlands.

## Inhoud
De roman beschrijft het leven van Diederich Hessling, een inwoner van het Keizerrijk Duitsland. Hij is een groot en slaafs bewonderaar van Wilhelm II van Duitsland en is daarmee het stereotype van het nationalistische Duitse Keizerrijk. Hij is zeer loyaal aan de autoriteiten en doet alles voor het nationale doel van Duitsland.
Gedurende de roman worden Hesslings idealen vaak tegengesproken door zijn daden: hij spreekt bijvoorbeeld vaak over dat men dapper moet zijn maar is zelf een lafaard; hij is groot voorstander van het Duitse leger maar probeert koste wat het kost aan zijn dienstplicht te ontkomen; zijn grootste politieke tegenstanders zijn de revolutionaire sociaaldemocraten, maar desondanks helpt hij de SPD-kandidaat uit zijn thuisstad om naar de Rijksdag te gaan.
Mann gebruikt in de roman de tegenslagen die Hessling te verduren krijgt om de spot te drijven met het Duitse Keizerrijk.

## Bewerkingen
- In Oost-Duitsland werd het boek in 1951 verfilmd, eveneens onder de titel Der Untertan. De film werd geregisseerd door Wolfgang Staudte. De hoofdrol wordt vertolkt door Werner Peters.
- De Westdeutscher Rundfunk maakte in 1971 een hoorspel van de roman.

## Vertalingen in het Nederlands
- De onderdaan, vertaald door Bas van Deilen, met een nawoord van Nico Rost, Wereldbibliotheek, Amsterdam 1947
- De onderdaan, vertaald door Dirk van der Linden, Meulenhoff, Amsterdam 1965
- De onderdaan, nieuwe bewerking door Margreet den Buurman, Aspekt, 2014. ISBN 978-90-5911-813-3